# 寿里
寿里（じゅり、本名：相川 寿里（あいかわ じゅり）、1981年2月16日 - ）は、日本の男性ファッションモデル、俳優。千葉県市川市出身。ビーナチュラル、ギグマネジメントジャパンを経てオリオンズベルト所属。身長186cm。

## 来歴
高校時代に雑誌『東京ストリートニュース』で読者モデルとして活躍し、同時にテレビ東京系で放送されていた番組『ASAYAN』の全国男子高校生オーディションで選ばれ、パリ・コレクションへの出演を果たし18歳で本格的にモデルデビュー。モデル事務所に所属し、その後もエルメスやコム・デ・ギャルソンなどのファッションショー、MEN'S NON-NOなどの雑誌やCMでモデル活動を続ける。
2005年にミュージカル『テニスの王子様』に出演したのをきっかけに俳優活動も開始。
2007年、芸名をJURIから寿里に改名。
モデルのDEANらと結成したバンド『BASK IN THE SUN』ではベースを担当し音楽活動もしていたが、2008年12月に解散。
2019年2月1日からオリオンズベルトに移籍。
2019年7月の劇団アニメ座ハイブリッド公演（脚本・演出 若井おさむ）では出演以外に演出補を担当。
2023年5月1日、オフィシャルサイトおよびオフィシャルファンクラブ『LIVING CLUB』を開設した。

## 人物
- 「寿里」という名前は芸名に間違われるが本名で、上に兄が2人いたため女の子が欲しかった母親が誕生前に考えた名前で男の子として生まれたがそのまま名付けられた[1]。
- 男4人兄弟の三男で、元プロ野球選手の相川亮二は次兄である[注 1][8]。両親はプロテスタントの一派のバプテスト教会のクリスチャンでボランティア活動にも熱心に参加しており、寿里自身もクリスチャンであると明かしている[9]。母親は2012年4月に他界している[10]。
- 兄弟は皆野球をやっており寿里も小学生の頃までやっていたが、父がバスケットボールの選手だったこともあり兄弟で寿里だけは高校3年まで野球でなくバスケットボールをやっていた。ポジションはセンターとフォワードの間[1]。
- 2015年11月22日に女優の小野麻亜矢と結婚したが、2017年12月31日に離婚したことを自身のブログで報告した[11]。

## 出演

### テレビ番組
- ラジかるッ（2006年4月 - 9月、日本テレビ）
- みんなが出るテレビ（2008年5月27日、テレビ神奈川）
- 明石家さんちゃんねる（2008年7月23日、TBS 他）
- イケメンデルの法則（2010年2月11日、関西テレビ） - 第42回ゲスト
- 戦国鍋TV 〜なんとなく歴史が学べる映像〜（2010年 - 2012年、テレビ神奈川 他）
  - 兵衛'z - 黒田官兵衛 役
  - 家康徳川の統べりたい話 - ナレーション
  - 戦国にほえろ! - モスクワ 役
  - 謙信上杉の統べりたい話 - ナレーション
  - ホトきんトリオ - 徳川家康 役
  - 武武家
  - OICHI - 織田信長 役
  - 幕×JAPAN - RYOMA 役
  - ヘアアーティスト毛利元就- 尼子晴久 役
- ゲイジツ野郎〜アートが学べるかもなTV〜（2012年10月、フジテレビ） ※関東ローカル
- 俺の地図帳（2014年4月 - 、読売テレビ）
  - 秘湯　武士ロマン　- 上杉謙信 / 織田信長 役
  - 日本列島　吹き矢の旅　- 歌川広重 役
  - せんごく紅鮭団　- 細川忠興 役

### テレビドラマ
- 恋愛診断-翼のカケラ-（2007年7月、テレビ東京） - 藤波カイン 役
- 東京ゴースト・トリップ（2008年4月 - 6月、東京MXテレビ 他） - 主演・乾節 役
- 土曜ワイド劇場 逆転報道の女（4）（2014年11月22日、朝日放送） - 木村 役
- メサイア「影青ノ章」（2015年2月20日 - 3月27日、東京MXテレビ） - 芹沢 役
- 地獄のガールフレンド 第5話（2019年11月22日配信開始 FODドラマ）（2020年4月 - 、フジテレビ） - 岡部 役
- ギリシャ神話劇場 神々と人々の日々（2020年4月より東京MXテレビ他） - ハデス 役 / アイゲウス 役
- 逃亡者 特別広域追跡班〜ヒトリヨガリノ科学捜査官〜（2020年12月、TELASA）
- この素晴らしき世界 第3話（2023年8月、フジテレビ） - 松山 役
- 自転しながら公転する（2023年12月、読売テレビ・日本テレビ系）第2話

### 映画
- れんむ（2004年） - 主演・木全修平 役
- テニスの王子様（2006年） - 天根ヒカル 役
- 赤ちゃんに乾杯（2008年）
- 窓ノ外ノ世界（2009年） - 宮野剛 役
- ゲーム☆アクション（2009年） - ジュン 役
- どうしても触れたくない（2014年） - 出口 役

### CM
- 大塚製薬 ポカリスエット『バリカンと海篇』（2002年）
- 東芝 ダイナブック
- バンダイ ワンダースワン
- 東京ディズニーシー
- 日産自動車 10億円マイレージキャンペーン（2003年）
- TOYOTA Netz（2004年）
- ヤマザキパン 『夏サン!篇』（2004年）
- 福岡銀行（2005年）
- セコム 『BIG TRAP篇』（2007年）
- スカパー! 『アンテナマン運命篇』『アンテナマン入場篇』（2011年）
- ユニバーサル・スタジオ・ジャパン 『ユニバーサル・ワンダー・クリスマス／サンタのマジカル・サプライズ』（2016年）
- ENNICHI by 1→10 アクエル前橋（施設内映像）「福豆蒔」「縁花火」他
- 本田技研工業 N-VAN+STYLE FUN「Have a fun day キャンプ編」（プロモーションムービー）（2021年）
- ニューバランス 373「足を、つなごう」web CM（2021年）

### 舞台
- ミュージカル『テニスの王子様』 - 亜久津仁 役
  - in winter 2004-2005 side 山吹 feat. 聖ルドルフ学院（2005年1月）
  - Dream Live 2nd（2005年5月）
  - The Imperial Match 氷帝学園（2005年8月）
  - Dream Live 5th（2008年5月）
  - The Treasure Match 四天宝寺 feat. 氷帝（2009年2月 - 3月）
  - The Final Match 立海 Second feat. The Rivals（2009年12月 - 2010年3月）
  - Dream Live 7th（2010年5月）
- bambino - ザウルス 役
  - bambino（2006年3月29日 - 4月16日）
  - bambino+（2006年12月16日 - 24日）
  - bambino2（デューエ）（2007年5月 - 6月）
  - bambino＋in YOKOHAMA（2007年12月23日・24日）
  - bambino.0（ゼロ）（2008年5月7日 - 11日）
  - bambino＋ in apple（2008年9月17日 - 21日）
  - bambino.FINAL〜最終章〜（2012年6月6日 - 17日、東京 / 2012年6月22日・23日、大阪）
- 千歳月（2007年3月24日 - 4月4日） - 花輪 役
- 再縁!! 千歳月（2007年8月16日 - 19日） - 花輪 役
- 少年陰陽師 歌絵巻（2007年10月4日 - 8日） - 紅蓮 役
- 遙かなる時空の中で 〜舞一夜〜（2008年1月 - 2月 / 2008年8月） - 橘友雅 役
- 遙かなる時空の中で 〜朧草紙〜（2009年1月 - 2月 / 2009年8月） - 橘友雅 役
- BARAGA-鬼ki（2009年4月22日 - 26日） - 斉藤一 役
- センチメンタルヤスコ（2009年6月23日 - 7月1日） - 駒形 役
- ROMEO-午前0時の訪問者-（2009年9月30日 - 10月6日） - ベールゼブブ 役
- HAMLET 青い薔薇のくちづけ（2010年4月20日 - 26日） - ベールゼブブ 役
- コントンクラブimage3（2010年6月9日 - 13日）
- BARAGA-鬼ki再演（2010年8月6日 - 15日） - 斉藤一 役
- 異空間ステージ 花咲ける青少年 - イザック・ノエイ 役
  - ルドビコ★plus+ vol.1 異空間ステージ 花咲ける青少年 〜The Budding Beauty〜（2010年9月29日 - 10月6日）
  - ルドビコ★plus+ vol.2 異空間ステージ 花咲ける青少年 〜The Budding Beauty in The Oriental Blue Wind〜（2011年2月16日 - 27日）
  - ルドビコ★plus+ vol.3-4 異空間ステージ花咲ける青少年 ファイナル 〜The Blooming Princess〜（2012年1月13日 - 18日）
- 幻想少女◎アドベンチャー『ふしぎ遊戯』 - 心宿 役
  -  幻想少女◎アドベンチャー『ふしぎ遊戯』（2010年10月20日 - 24日）
  -  幻想少女◎アドベンチャー『ふしぎ遊戯〜朱雀編〜』（2011年3月30日 - 4月3日）
  -  幻想少女◎アドベンチャー『ふしぎ遊戯〜青龍編〜』（2012年4月25日 - 5月2日）
- 絆-少年よ、大紙を抱け-（2010年11月18日 - 23日） - 五木新之助 役
- 三ツ星キッチン
  - 『ATM』（2010年12月12日 - 20日） - 寺坂優 役
  - 『EAST SIDE STORY』（2011年12月1日 - 7日）
  - 『FaMiLY』（2012年11月22日 - 27日） - 飯島健 役
  - 『Beats第2章 〜愛と哀しみの谷〜』（公演中止） - グロス 役
- 新春戦国鍋祭〜あんまり近づきすぎると斬られちゃうよ〜（2011年1月7日 - 16日・23日） - 黒田官兵衛 役
- ホスピタルビルド2011（2011年7月27日 - 31日） - 加納良夫 役
- abc★赤坂ボーイズキャバレー - イ・ムニョン 役
  - 〜2回表（2011年8月24日- 31日、東京 / 9月3日- 5日、大阪）
  - 3回表 〜喝!&勝つ!〜（2012年8月21日 - 26日、東京 / 8月31日 - 9月2日、大阪）
- 絆2011（2011年10月20日 - 25日） - 五木新之助 役
- 大江戸鍋祭〜あんまりはしゃぎ過ぎると討たれちゃうよ〜（2011年12月23日 - 26日、東京 / 12月31日、大阪） - 高田郡兵衛 役
- ウォルター・ミティにさよなら - ヘルナイト 役
  - ウォルター・ミティにさよなら（2012年2月22日 - 26日）
  - ウォルター・ミティにさよなら 再演（2012年10月21日、東京 / 10月26日 - 11月1日、横浜）
- Dream 第1章（2012年7月11日 - 16日） / 第2章（7月18日 - 22日） / 第3章（7月24日 - 29日）
- 舞台「BASARA」 - ナギ 役
  - 舞台「BASARA」（2012年12月12日 - 16日）
  - 舞台「BASARA 第2章」（2014年1月9日 - 14日）
- ハンサム落語
  - ハンサム落語（2013年2月7日 - 11日）
  - ハンサム落語 第五章（2015年2月27日 - 3月1日、大阪 / 3月10日・11日・14日・15日、東京凱旋公演）
- 男子ing!（2013年3月8日 - 17日）
- 魔劇「今日からマ王!」〜魔王誕生編〜（2013年4月25日 - 5月6日） - ギュンター 役
- HYBRID PROJECT Vol.10 Re-（2013年5月29日 - 6月2日） - 伊勢義盛 役
- ミュージカル 忍者じゃじゃ丸くん（2013年6月22日 - 30日） - ヘドボン 役
- Life pathfinder 2013 The Fate of…（<トライアウト公演>2013年7月20日・21日 / <本公演>2013年7月23日 - 29日）
- 舞台版『心霊探偵八雲 いつわりの樹』（2013年8月21日 - 28日） - 松田 役
- 舞台 のぶニャがの野望 - 織田のぶニャが 役
  - 舞台 のぶニャがの野望（2013年10月2日 - 6日）
  - 舞台 のぶニャがの野望 弐（2014年11月19日 - 24日）
- 余白な僕ら（2013年10月30日 - 11月4日）
- うさぎレストラン（2014年2月19日 - 24日） - 横塚 役
- Re:verse（リバース）〜あの瞬間（とき）に戻れたら〜（2014年4月2日 - 6日）
- 旦那er's high!!（2014年6月4日 - 8日）
- 舞台『K』 - 草薙出雲 役
  - 舞台『K』（2014年8月6日 - 10日）
  - 舞台『K』第二章-AROUSAL OF KING-（2015年8月5日 - 15日、東京 / 8月19日 - 22日、大阪）
  - 舞台『K』-MISSING KINGS（2017年10月19日 - 22日、京都 / 10月27日 - 29日、東京）
  - 舞台『K』-RETURN OF KINGS-（2019年3月1日 - 10日、銀河劇場 / 3月15日 - 17日、メルパルク大阪） - [12]
- もっと歴史を深く知りたくなるシリーズ
  - 第1弾「マルガリータ〜戦国の天使たち〜」（2014年9月27日 - 10月5日、EX THEATER ROPPONGI） - 加藤清正 役
  - 第2弾「幻の城〜戦国の美しき狂気〜」（2015年10月9日 - 18日） - 本多正純 役
  - 第3弾「剣豪将軍義輝〜戦国に輝く清爽の星〜」（2016年12月8日 - 14日） - 石見坊玄尊 役
  - 第4弾「剣豪将軍義輝〜星を継ぎし者たちへ〜」（2017年6月8日 - 18日） - 石見坊玄尊 役
  - 第5弾「桃山ビート・トライブ」（2017年11月23日 - 12月3日） - 呂宋助左衛門 役
  - 第6弾 舞台「ジョン万次郎」（2018年6月14日 - 24日、EX THEATER ROPPONGI） - デービス / 井伊直弼 役
  - 第7弾「桃山ビート・トライブ 〜再び、傾かん〜」（2019年6月14日 - 6月16日、京都）（2019年6月21日 - 7月1日、東京） - 呂宋助左衛門 役
  - スピンオフ舞台「ポンコツ武将列伝〜隣の城のアイツ〜」（2020年3月11日 - 15日、CBGKシブゲキ!![注 2]） - 千利休 役[13]
- ニューヨークで猫を殺す方法（2014年12月24日 - 28日） - 新庄 役
- 恋離-KOIBANA-（2015年1月21日 - 25日）
- ユメオイビトの航海日誌（2015年2月11日 - 15日） - アルベルト 役
- Messiah メサイア -翡翠の章-（2015年5月13日 - 24日、東京 / 5月30日・31日、神戸） - 芹沢 役
- HYBRID PROJECT vol.13 Nouvell Vague（2015年7月1日 - 5日） - テッポウ 役
- ミュージカル「ヘタリア」 - フランス 役
  - ミュージカル「ヘタリア」〜Singin’in the World〜（2015年12月24日 - 29日）
  - ミュージカル「ヘタリア〜The Great World〜」（2016年11月10日 - 20日、東京 / 11月25日 - 27日、大阪）
  - ミュージカル「ヘタリア〜in the new world〜」（2017年7月15日 - 17日、大阪 / 7月21日 - 8月2日、東京）
  - ミュージカル「ヘタリア」FINAL LIVE〜A World in the Universe〜（2018年3月17日 - 18日、東京 / 3月21日、大阪）
  - ミュージカル「ヘタリア」〜The world is wonderful〜（2021年12月16日 - 19日、大阪 / 12月23日 - 31日、東京）
  - ミュージカル「ヘタリア〜The Fantastic World〜」（2023年4月7日 - 10日、大阪 / 4月15日 - 23日、東京）
  - ミュージカル「ヘタリア〜The glorious world〜」（2024年8月9日 - 12日、京都 / 8月17日 - 19日、大阪 / 8月24日 - 9月8日、東京）[14]
- 舞台「戦国BASARA」 - 千利休 役
  -  舞台「戦国BASARA4 皇」（2016年1月 - 2月）
  - 斬劇「戦国BASARA4 皇 本能寺の変」（2016年7月）
  - 斬劇「戦国BASARA 豊臣滅亡」（公演自粛）
- amiproミュージカル『ふしぎ遊戯〜朱ノ章〜』（2016年4月） - 心宿 役
- マーメイドブーツ（2016年9月1日 - 5日） - アルカティクス 役
- プレイユニットA→XYZ 第2回公演　Happy Money 〜不思議な銀行、日本上陸〜（2017年2月1日 - 5日）
- オトメのオモチャ（2017年3月23日 - 27日） - 黒治 役
- 北斗の拳 - 世紀末ザコ伝説 -（2017年9月6日 - 10日）
- img Act1「The Entertainer 〜新しき旗〜」（2018年3月1日 - 5日） - サエグサ 役
- 劇団アニメ座
  - 劇団アニメ座ハイブリッドー舞台俳優は伊達じゃない！ー（2018年4月5日 - 8日） - シオス 役
  - 劇団アニメ座ハイブリッド〜めぐりあい・舞台〜（2019年3月21日 - 26日）‐ 角之進 役
  - 劇団アニメ座ハイブリッド祭（2018年 12月7日）
  - 劇団アニメ座ハイブリッド 舞台の鼓動は愛（2019年7月24日 - 28日）‐ 菊之丞 役
- 舞台「真・三國無双 官渡の戦い」（2018年4月26日- 5月1日、全労済ホールスペース・ゼロ、東京 / 5月5日- 6日、サンケイホールブリーゼ、大阪） - 張郃 役
- 舞台「BRAVE10〜燭〜」（2018年7月26日 - 29日、なかのZERO大ホール） - 真田信幸 役
- DMF/ENG提携公演 『メイカ 魔女と幕末の英雄』（2018年8月29日 - 9月2日） - 高杉晋作 役
- ココニイルカラ（2018年12月26日 - 30日） - イノベ / サボり男 役
- 最果てリストランテ（2019年1月6日・8日）
- 熱海殺人事件3作品同時公演『売春捜査官』（2019年1月22日 - 29日） - 寿里 / 李大全 役
- 方南ぐみ企画公演『THE面接』（2019年4月24日 - 30日） - 渋谷 役
- DMF/ENG提携公演vol.5「LAST SMILE-ラストスマイル-」（2019年8月23日 - 9月1日） - メイズン 役
- キ上の空論#11『紺屋の明後日』（2019年9月20日 - 29日） - ヨシト 役
- ENG第十回公演「探偵なのに」（2019年10月9日 - 15日） - 朽葉 役
- 「暁のヨナ〜烽火の祈り編〜」（2019年11月16日 - 23日） - ハザラ 役
- 伊賀の花嫁 その四「シングルベッド」編（2020年1月22日 - 29日） - 海老原 役
- 夜明け〜spirit〜（2020年2月22日マチネ公演のみゲスト出演）
- ギリシャ神話劇場 神々と人々の日々（公演中止） - ハデス 役
- アナタを幸せにする世界の伝説シリーズ
  - vol.1『ウェールズの赤竜〜アーサー王伝説〜』（2020年8月19日 - 24日） - ロット王 役
  - vol.2『霧の中のノスフェラトゥ〜ドラキュラ伝説〜』（2021年9月16日 - 23日） - フニャディ 役
  - vol.3『ジェヴォーダンの怪物〜狼男伝説〜』（2022年10月20日 - 23日） - ルー＝ガルー 役
  - vol.4『The Dawn of The Ragnarok〜異聞・北欧神話〜』（2023年9月16日 - 24日） - ヘイムダル 役
- 青春舞台「1518! イチゴーイチハチ」（2021年2月17日 - 23日） - 烏谷公一 役
- ENG第13回公演「missing」〜強がり彼氏と食べちゃう彼女〜（2021年3月10日 - 14日） -ファーラング・ジラティワット 役
- 熱海殺人事件4作品同時公演『ザ・ロンゲスト・スプリング』（2021年4月7日 - 18日） - 熊田留吉 役
- 夏の夜の夢（公演延期予定） - オーベロン 役
- 舞台『御子柴兄弟』（2021年6月16日 - 20日） - 御子柴浩二 役
- 舞台『CHICACO2』（2021年7月13日 - 18日） - 円城寺守 役
- 第1回クラゲフェスティバル『ロボ・ロボ』（2021年10月9日 - 17日） - ドクター1001 役
- MANKAI STAGE『A3!』ACT2！〜SPRING 2022〜（2022年4月22日 - 27日、東京 / 5月4日 - 8日、兵庫 / 5月13日 - 15日、香川 / 5月20日 - 30日、東京） - 碓氷岬 役
- WATARoom 青いきおく（2022年6月25日） - ゲスト出演
- ツツシニウム #7『バカの声』（2022年7月1日 - 10日） - 岡本実 役
- 朝劇「#恋の遠心力」（2022年8月7日） - ゲスト出演
- 舞台「文豪とアルケミスト 嘆キ人ノ廻旋（ロンド）」（2022年9月2日 - 11日、東京 / 9月17日 - 19日、大阪） - 夏目漱石 役
- Action stage『エリオスライジングヒーローズ』- ジェイ・キッドマン 役
  - Action stage『エリオスライジングヒーローズ』（2022年12月8日 - 18日、東京 / 12月23日 - 25日、京都）
  - Action Stage『エリオスライジングヒーローズ』-THE NORTH-（2025年1月11日 - 19日、東京 / 1月25日・26日、大阪）[15]
  - Action Stage『エリオスライジングヒーローズ』-SUMMER FESTIAL-（2025年8月7日 - 17日〈予定〉、東京 / 8月23日・24日〈予定〉、大阪）[16]
- GORIZO STAGE Vol.6 『ハザマDD〜ハザマ the Dimensional Detective〜』（2023年2月15日 - 23日） - ライバ ジン 役
- 舞台『吸血鬼すぐ死ぬ』（2023年6月2日 - 11日） - フクマ 役 含む5役
- 『ワールドトリガー the Stage』
  - 『ワールドトリガー the Stage』B級ランク戦開始編（2023年8月5日 - 6日、東京 / 8月10日 - 13日、大阪 / 8月18日 - 27日、東京） - 東春秋 役
  - 『ワールドトリガー the Stage』B級ランク戦最終決戦編（2025年4月12日 - 20日、東京 / 4月24日 - 27日、大阪 / 5月2日 - 11日、東京）[17]
- 南阿佐ヶ谷姉妹物語feat.まむおじ（2023年12月27日-31日） - ジュリイ 役
- 舞台『ブラッディ+メアリー』（2024年1月26日 - 2月4日） - イザーク・ロザリオ・ディ・マリア / 結生・ロザリオ・ディ・マリア 役[18][19]
- ENG10周年記念公演『FROG〜新選組寄留記〜』（2024年3月20日 - 24日） - 近藤勇 役[20]
- 舞台『鋼の錬金術師』-それぞれの戦場-（2024年6月8日 - 30日） - ヴァトー・ファルマン 役[21]
- アナ伝ファイナル『ヴィーデン劇場の魔笛　〜モーツァルト伝説〜』（2024年9月17日 - 23日） - アマデウス・モーツァルト 役
- GORIZO STAGE Vol.9『ハザマDDD〜Hazama the Dimensional Detective Deux“ディディディーディ・ディーディディ”〜』（2025年2月14日 - 24日）

### PV
- ゴスペラーズ「誓い」（2001年）
- ゴスペラーズ「約束の季節」（2001年）
- 大塚愛「Cherish」（2005年）

### 雑誌
- MEN'S NON-NO
- POPEYE
- FINEBOYS
- smart MAX
- Gainer
- GET ON!
- Hot-Dog PRESS
- with
- MORE
- PINKY
- OUTDOOR STYLE GO OUT
- LDK the beauty　他

### ショー
- コム・デ・ギャルソン
- PUMA
- EMPORIO ARMANI
- HERMES
- HUGO BOSS
- Z.Zegna
- MARC JACOBS
- DUNHILL
- Aquascutum
- ケイタ マルヤマ オム（東京コレクション）
- TAN BOON FONG&TBF（東京コレクション）
- JEAN-LOUIS SCHERRER
- JOTARO SAITO 2016（東京コレクション）他

### 広告
- 日産自動車 ルーキーサポートクレジット
- ユニクロ
- 無印良品
- NTTドコモ FOMA
- au
- Panasonic Tナビ
- 伊勢丹 2009　他
- フェリシモ sunny clouds

## 書籍

### 写真集
- 男子高校生 1998 SUPER BOYS FILE（1998年12月、ワニブックス） ISBN 4-8470-2615-2
- Work-ish（2008年3月、幻冬舎） ISBN 978-4-344-81276-5